# Toše Proeski

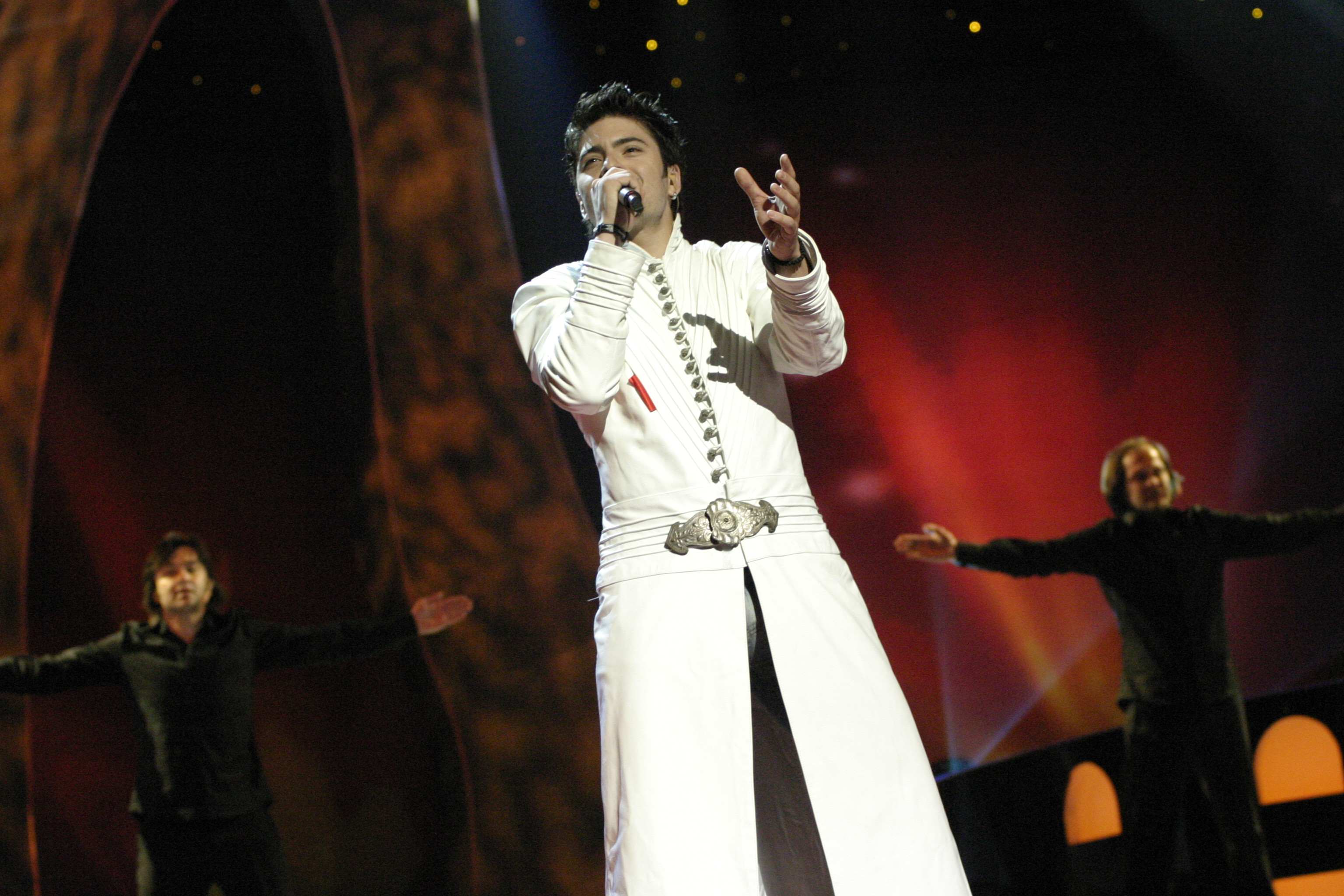
Toše Proeski während der Proben zum Eurovision Song Contest 2004

Todor „Toše“ Proeski (mazedonisch Тодор Тоше Проески; * 25. Januar 1981 in Kruševo, SFR Jugoslawien; † 16. Oktober 2007 bei Nova Gradiška in Kroatien) war ein mazedonischer Sänger und Songwriter. Er veröffentlichte zahlreiche Alben und war auch über die Landesgrenzen hinaus bekannt. Bekannt wurde er hauptsächlich über den Eurovision Song Contest 2004. Seine zwei bekanntesten und erfolgreichsten Lieder sind Life und Bez Granici.

## Leben
Proeski studierte Sologesang an der Musikakademie in Skopje. Charakteristisch war sein Ausspruch „Ve sakam site“ bzw. „Sve vas volim“ (Ich liebe euch alle!), den er während seiner Auftritte zu rufen pflegte. Er arbeitete mit Gianna Nannini, Marina Tucaković, Bora Čorba, Phoebus, Jeff Beck, Grigor Koprov, Goca Tržan, Leontina Vukomanović, Željko Joksimović, Karolina Gočeva, Esma Redžepova, Antonija Šola, Toni Cetinski, Anja Rupel und Miro Buljan zusammen.

### Frühe Jahre
Proeski entstammt einer aromunischen Familie. Er erregte beim Kinderfestival Zlatno Slavejce („Goldene Nachtigall“) Aufmerksamkeit, bei dem er mit einer Freundin auftrat.
Seine ersten öffentlichen Auftritte als professioneller Sänger hatte Proeski 1996 und 1997 beim Melfest in Prilep, einem Festival für Jugendliche, bei dem er zweimal nacheinander den ersten Platz belegte. Im Jahre 1997 nahm er mit dem Lied Pusti me („Lass mich“) am Makfest in Štip teil. Auf weiteren Festivals machte er um seine Songs bekannt. Er nahm 1998 an der mazedonischen Vorentscheidung zum Eurovision Song Contest, dem Skopje-Festival mit dem Lied Ostani do kraja („Bleib bis zum Ende“) Teil. Proeski schrieb mit Mazedoniens bekanntem Songschreiber und Komponisten Grigor Koprov zusammen Lieder wie Usni na Usni („Lippen auf Lippen“) und Sonce vo Tvoite Rusi Kosi („Die Sonne auf deinem blonden Haar“).
Sein erstes Album Nekade vo Noćta („Irgendwo in der Nacht“) erschien 1999.
Im Jahr 2000 nahm Proeski erneut an der nationalen Vorauswahlrunde zum Eurovision Song Contest teil. Sein Lied Solzi pravat zlaten prsten („Tränen machen einen Goldenen Ring“) bekam die meisten Telefonanrufe und erreichte den dritten Platz. Im Juni desselben Jahres erschien sein zweites Album Sinot Božji („Gottes Sohn“).

### Auf dem Höhepunkt der Karriere
Den Durchbruch über die Grenzen Mazedoniens hinaus schaffte er im damaligen Serbien und Montenegro mit Auftritten beim Festival „Sunčane Skale“, dem bekanntesten Musikfestival in Montenegro. Sein erster großer Erfolg in Serbien war Vo kosi da ti spijam („Auf Deinem Haar einschlafen“), noch auf Mazedonisch gesungen. Als klar wurde, dass Proeski auch in Serbien Fuß fassen könnte, nahm ihn mit BK Sound eine der damals größten serbischen Plattenfirmen unter Vertrag, und er nahm er seine folgenden Alben auch auf serbischer Sprache auf. So wurde das Duett Nemir („Unruhe“) mit Karolina Gočeva auch auf Serbisch unter dem Titel Pomozi mi („Hilf mir“) vertont. Als sein größter Hit wird oft das Siegerlied der „Beovizija 2003“ genannt – Čija si („Wem gehörst Du“). Das Lied schrieb die Sängerin Leontina Vukomanović. Des Weiteren arbeitete er auch mit der serbischen Textschreiberin Marina Tucaković zusammen. In Belgrad gab er 2001 ein Konzert im ausverkauften Sava Centar. Das letzte große Konzert fand am Valentinstag 2007 in der Belgrad Arena statt.
In Kroatien wurde er bekannt mit dem Titellied der Seifenoper Zabranjena ljubav („Verbotene Liebe“) Srce nije kamen („Das Herz ist kein Stein“). Die Sängerin und Schauspielerin Antonija Šola sang mit ihm das Duett Volim osmjeh tvoj („Ich liebe Dein Lächeln“) und schrieb auch einige Lieder für sein letztes Album. Mit Toni Cetinski nahm er ebenfalls ein erfolgreiches Duett auf: Lagala nas mala („Die Kleine hat uns belogen“). 2007 gewann er als erster ausländischer Interpret das Hrvatski Radijski Festival mit dem Titel Veži me za sebe („Binde mich an Dich“). In Slowenien sang er mit der Sängerin Anja Rupel das Duett Krajnje vrijeme. In Bosnien-Herzegowina gab er 2006 ein kostenloses Konzert in der Stadthalle von Sarajevo, Zetra. Er wurde 2006 mit dem angesehenen Preis „Davorin“ als bester Künstler der Region ausgezeichnet.
Proeski gilt als einer der wenigen Künstler, die in allen Nachfolgestaaten Jugoslawiens gleichermaßen erfolgreich waren. Auch in Bulgarien konnte er seine Alben erfolgreich vermarkten.
Nach einer Tour durch Australien entstand 2002 das dritte Album Ako me pogledneš vo oči / Ako me pogledaš u oči (Titel der serbokroatischen Version des Albums) („Wenn Du mir in die Augen siehst“).
Proeski nahm in New York Gesangsunterricht, um seine Stimme weiter zu verbessern. Sein Lehrer war William Riley, der auch mit Luciano Pavarotti zusammenarbeitete. Nach seiner Rückkehr gab er zahlreiche Wohltätigkeitskonzerte. Dafür wurde er mit dem „Mutter-Teresa-Preis“ ausgezeichnet und war seit 2003 UNICEF-Botschafter. In seinem Heimatort Kruševo finanzierte er die Renovierung eines orthodoxen Klosters. Er beteiligte sich auch an einem Aufklärungsprojekt der mazedonischen AIDS-Hilfe. Für eine Skopjer Kinderklinik gab er zahlreiche Wohltätigkeitskonzerte.
Im Jahr 2004 vertrat Proeski Mazedonien beim Eurovision Song Contest in Istanbul. Sein Lied Angel Si Ti („Du bist ein Engel“) wurde vom Publikum und ihm selbst ausgewählt. Beim Contest trat er mit der englischen Version Life dieses Liedes an und erreichte damit den 14. Platz. Seine beiden folgenden Alben wurden in ganz Ex-Jugoslawien veröffentlicht. Po Tebe / Pratim te (Titel der kroatischen Version des Albums) („Ich folge Dir“) war eines der erfolgreichsten Alben und führte die Charts in Mazedonien, Serbien, Kroatien, Slowenien und Bosnien-Herzegowina über Monate an. Sein Werk Božilak („Regenbogen“) enthielt 14 ausgewählte, traditionelle mazedonische Lieder. Er wurde dabei von einem Symphonieorchester unterstützt. Das letzte Album seiner Karriere mit dem Titel Igri Bez Granici / Igra Bez Granica (kroatischer Titel des Albums) („Spiele ohne Grenzen“) erschien im August 2007.
Proeski machte sich auch als Songwriter einen Namen. Er schrieb viele seiner Lieder selbst. Nach eigenen Angaben schrieb er über 100 Lieder. 
Toše Proeski hatte eine ältere Schwester. Seine Lebensgefährtin war die Handballspielerin Andrijana Budimir.

### Tod

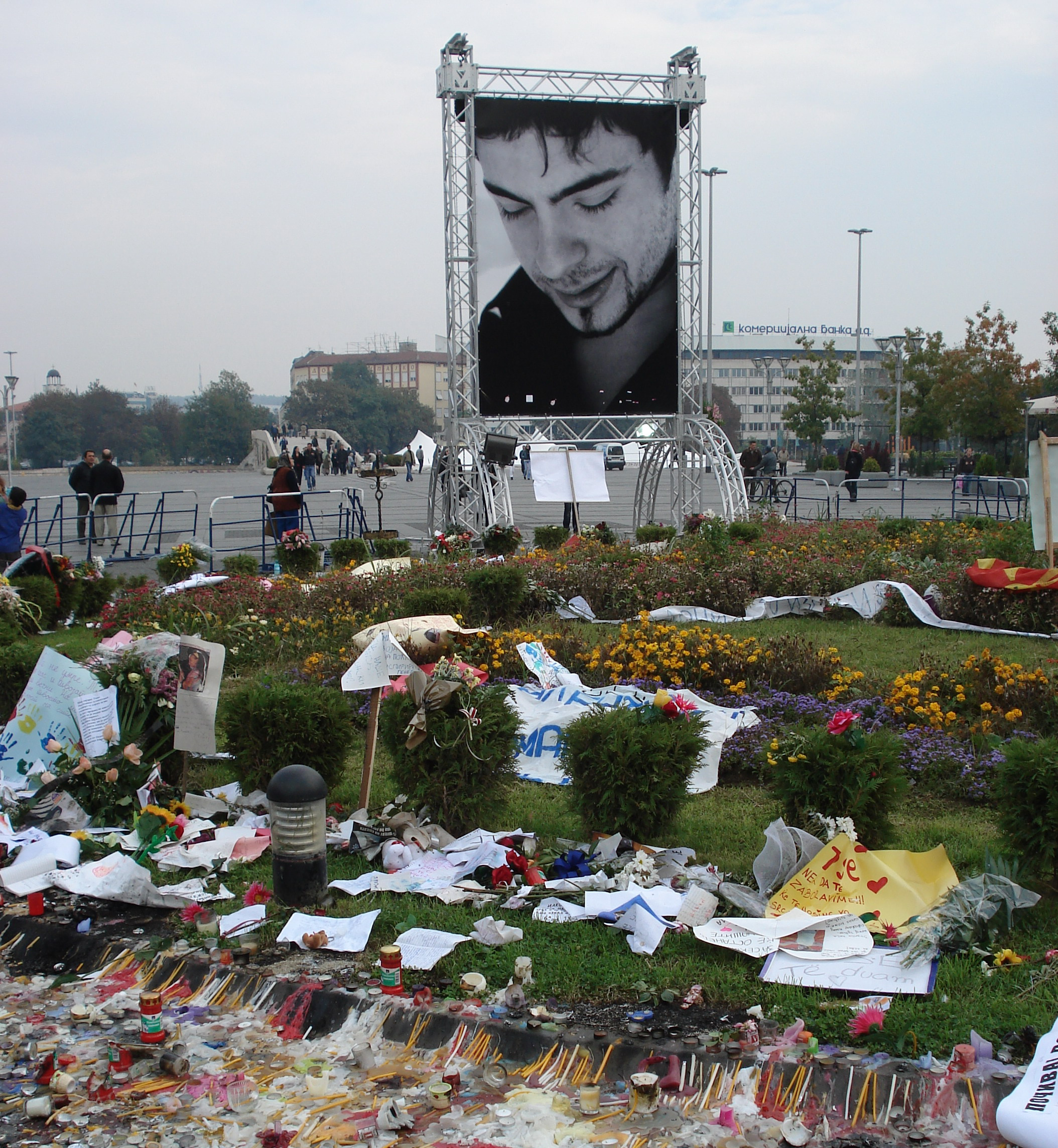
Skopje am 17. Oktober 2007

Toše Proeski starb am Morgen des 16. Oktober 2007 bei einem Autounfall auf der kroatischen Autobahn A 3 in der Nähe von Nova Gradiška. Proeski schlief auf dem Vordersitz seines Autos und starb noch an der Unfallstelle, nachdem das Auto auf einen Lastwagen geprallt war. Ebenfalls im Wagen war seine Produzentin Ljiljana Petrović, die leicht verletzt wurde. Der Fahrer Georgij Georgijevski überlebte mit schweren Kopfverletzungen. Er war wegen Übermüdung eingeschlafen und hatte die Kontrolle über das Fahrzeug verloren; die Airbags hatten nicht ausgelöst. Die kroatische Polizei erstattete Strafanzeige gegen Georgijevski. Direkt nach dem Unglück startete die Polizei eine Kampagne gegen zu schnelles Fahren auf der Autobahn unter dem Motto „Ne brže od života!“ („Nicht schneller als das Leben!“) mit Proeskis Foto auf den Bannern.
Direkt nach Bekanntgabe von Proeskis Tod versammelten sich Menschen auf zentralen Plätzen in Mazedonien und trauerten. Das Parlament legte eine Schweigeminute ein und unterbrach seine Arbeit im Anschluss. Sowohl der Präsident als auch der Premierminister bezogen Stellung zu dem Unglück und sprachen ihr Beileid aus. Die Fernsehsender in Mazedonien unterbrachen ihr Programm und berichteten über das Unglück. 
Der 17. Oktober (Tag der Beisetzung) wurde in Mazedonien zum Volkstrauertag erklärt. Proeski wurde mit allen Staats- und Kirchenehren beigesetzt. Der mazedonische Premierminister Nikola Gruevski und der Präsident Branko Crvenkovski hielten neben anderen eine Trauerrede. Viele Prominente, Staatsmänner und Geistliche des ehemaligen Jugoslawien und ganz Europas wohnten der Beerdigung bei.

## Ehrungen
Proeski wurde posthum zum Ehrenbürger Mazedoniens erklärt. In Skopje und den mazedonischen Botschaften im gesamten ehemaligen Jugoslawien wurden am Tage der Beisetzung Proeskis Kondolenzbücher ausgelegt, in die sich Bürger, Kollegen und Politiker eintrugen. 
Am 15. Dezember 2007 veröffentlichte die mazedonische Post eine Sonderbriefmarke mit Todors Motiv. Im Jahr 2011 wurde in seinem Wohnort Kruševo eine speziell für ihn neu gebaute Gedenkstätte eingeweiht. Im gleichen Jahr wurde dort auch die bisherige Marschall-Tito-Straße nach Toše Proeski umbenannt.

## Stimmen
„Die Anderen haben die Aggression verbreitet, Proeski hat das Gegenteil gemacht – er verbreitet die Liebe“

„Gefragt, was den Erfolg Proeskis in ganz Ex-Jugoslawien ausmache, meint der Skopjer Konzertveranstalter Vladimir Mandicevski, es gebe ein grosses Publikumssegment, dem der Turbo-Folk zu primitiv, der heimische Rock ’n’ Roll zu elitär und die elektronische Musik zu exotisch sei. Proeskis Musik sei eingängig, aber nicht ohne Niveau. Er habe zudem über eine für diese Musiksparte überdurchschnittliche Stimme verfügt. Auch dass Toše weder Skandale provozierte noch sich politisch einspannen ließ, kam ihm beim grenzübergreifenden Erfolg zustatten – zumal die nationalen Grenzen in der musikalischen Populärkultur kaum eine Rolle spielen.“

## Diskografie

### Alben
- 1999: Nekade vo noćta (Irgendwo in der Nacht)
- 2000: Sinot božji (Sohn Gottes)
- 2002: Ako me pogledneš vo oči / Ako me pogledaš u oči (Wenn Du mir in die Augen siehst),
- 2004: Den za nas / Dan za nas (Ein Tag für uns)
- 2005: Po tebe / Pratim te (Nach Dir)
- 2006: Božilak (Regenbogen)
- 2007: Igri bez granici / Igra bez granica (Spiele ohne Grenzen)
- 2009: The Hardest Thing

### Kompilationen
- 2010: Toše i prijatelji (Toše und seine Freunde)
- 2011: S ljubavlju od Tošeta
- 2018: Secret Place

### Singles
- 2000: Tajno moja
- 2000: Vo kosi da ti spijam
- 2000: Izlaži Me Uste Ednas
- 2001: 1200 Milja (mit Goca Tržan)
- 2002: Ledena
- 2002: Soba za tugu
- 2002: Ako me pogledaš u oči
- 2004: Čija si
- 2004: Life
- 2005: Pratim te
- 2005: Lagala nas mala (mit Tony Cetinski)
- 2005: Žao mi je
- 2005: Jedina
- 2005: Ko Ti to Grize Obraze
- 2006: Zajdi, zajdi, jasno sonce
- 2006: Jovano Jovanke
- 2007: Bože Brani Je Od Zla
- 2007: Igra bez granica
- 2007: Nesanica
- 2007: Ostala si uvijek ista
- 2007: Volim osmijeh tvoj (mit Antonija Šola)
- 2007: Da l' si sretnija
- 2007: Srce nije kamen
- 2007: Još I Danas Zamiriši Trešnja
- 2007: Mjesecina
- 2009: The Hardest Thing
- 2009: Aria (mit Gianna Nannini)